# Hrvatska na Paraolimpijskim igrama 2000.
Hrvatsku je na Paraolimpijskim igrama u Sydneyu 2000. godine predstavljalo 15 športaša.

## Medalje
Hrvatska na Paraolimpijskim igrama u Sydneyu nije osvojila niti jednu medalju.

## Vanjske poveznice
- Hrvatski paraolimpijski odbor